# 有泉祐吾
有泉 祐吾（ありいずみ ゆうご）は、日本の歯科医師、歯学者。学位は歯学博士（東京歯科大学・1985年）。静岡県立大学短期大学部歯科衛生学科教授。
東京歯科大学歯学部講師などを歴任した。

## 来歴

### 生い立ち
東京歯科大学に進学し、歯学部の歯学科にて学んだ。1981年（昭和56年）3月、東京歯科大学を卒業した。その後、東京歯科大学の大学院に進学し、歯学研究科で歯科保存学を学んだ。1985年（昭和60年）9月、東京歯科大学の大学院における博士課程を修了した。それに伴い、歯学博士の学位を取得した。

### 歯学者として
大学院修了後、母校である東京歯科大学に採用され、1985年（昭和60年）10月より歯学部にて助手に就任した。1990年（平成2年）4月、東京歯科大学にて歯学部の講師に就任した。1997年（平成9年）4月、静岡県立大学に転じ、短期大学部の歯科衛生学科にて教授に就任した。

## 研究
専門は歯学であり、特に歯科保存学や歯内療法学といった分野の研究に従事していた。具体的には、歯髄や根尖部の周囲の組織について研究していた。また、歯科衛生士の養成教育について研究していた。さらに、食と口腔について研究していた。あわせて、災害が発生した際の保健医療支援について研究していた。なお、日本歯科保存学会の専門医、および、指導医でもある。
学術団体としては、日本歯科保存学会、日本歯科医学教育学会、日本口腔衛生学会、日本口腔インプラント学会、日本歯科医療管理学会、日本歯周病学会、日本歯科薬物療法学会、日本公衆衛生学会、東京歯科大学学会、日本栄養改善学会、などに所属した。

## 略歴
- 1981年 - 東京歯科大学歯学部卒業[1]。
- 1985年 - 東京歯科大学大学院歯学研究科博士課程修了[1]。
- 1985年 - 東京歯科大学歯学部助手[3]。
- 1990年 - 東京歯科大学歯学部講師[3]。
- 1997年 - 静岡県立大学短期大学部歯科衛生学科教授[3]。